# تومالینا آدامز
تومالینا آدامز (انگلیسی: Thomalina Adams؛ زادهٔ ۶ ژوئیهٔ ۱۹۹۳) بازیکن فوتبال اهل نامیبیا است.
از باشگاه‌هایی که در آن بازی کرده‌است می‌توان به باشگاه فوتبال بوخوم اشاره کرد.
وی همچنین در تیم ملی فوتبال Namibia بازی کرده‌است.